# Igor Nascimento Soares
Igor Nascimento Soares, noto semplicemente come Igor (Osasco, 3 agosto 1979), è un ex calciatore brasiliano, di ruolo difensore.

## Caratteristiche tecniche
È un difensore centrale.